# The Seeds of Love
The Seeds of Love (deutsch Die Saat der Liebe) ist das dritte Studioalbum der britischen Band Tears for Fears. Das Album erschien am 25. September 1989 bei Mercury Records bzw. Phonogram und wird dem Genre New Wave zugerechnet.

## Entstehung
Roland Orzabal nahm zusammen mit Nicky Holland, einer studierten Pianistin, die Tears for Fears bereits bei der Tournee zum Album Songs from the Big Chair unterstützt hatte, Anfang des Jahres 1986 die Arbeit an einem neuen Musikalbum auf. Die beiden schrieben fünf der acht Titel gemeinsam. An Sowing the Seeds of Love schrieb Orzabal zusammen mit Curt Smith. Als Produzenten des Albums war das Produzentenduo Clive Langer und Alan Winstanley vorgesehen. Die Zusammenarbeit gestaltete sich jedoch schwierig, so dass Orzabal schließlich zusammen mit David Bascombe die Leitung übernahm. Das Album wurde unter anderem in Peter Gabriels Real World Studios in Wiltshire mit zahlreichen hochdotierten Gastmusikern (unter anderem Phil Collins, Manu Katché, Simon Phillips und Pino Palladino) und der von der Band entdeckten amerikanischen Sängerin und Pianistin Oleta Adams eingespielt.

## Besetzung
- Roland Orzabal: Gesang, Fairlight Programming, Gitarre, Keyboards
- Curt Smith: Gesang, Bass (Sowing the Seeds of Love)
- Oleta Adams: Gesang, Piano
- Nicky Holland: Piano, Keyboards, Hintergrundgesang
- Simon Clark: Hammond-Orgel, Synthesizer
- Ian Stanley: Hammond-Orgel (Sowing the Seeds of Love)
- Chris Hughes: Schlagzeug (Sowing the Seeds of Love)
- Pino Palladino: Bass (Badman’s Song, Standing on the Corner of the Third World)
- Manu Katché: Schlagzeug (Woman in Chains bis 3:28, Badman’s Song, Standing on the Corner of the Third World)
- Carole Steele: Perkussion (Badman’s Song, Standing on the Corner of the Third World)
- Phil Collins: Schlagzeug (Woman in Chains ab 3:29)
- Luis Jardim: Perkussion
- Robbie McIntosh: Gitarre (Badman’s Song, Year of the Knife)
- Neil Taylor: Gitarre (Woman in Chains)
- Randy Jacobs: Gitarre
- Jon Hassell: Trompete (Standing on the Corner of the Third World, Famous Last Words)
- Kate St. John: Saxofon, Oboe (Swords and Knives)
- Peter Hope-Evans: Mundharmonika (Standing on the Corner of the Third World)
- Tessa Niles: Gesang, Hintergrundgesang
- Carol Kenyon: Hintergrundgesang
- Dolette McDonald: Hintergrundgesang
- Andy Caines: Hintergrundgesang
- Maggie Ryder: Hintergrundgesang
- Simon Phillips: Schlagzeug (Advice For The Young At Heart, Swords And Knives, Year Of The Knife, Famous Last Words)

## Titelliste
| #  | Titel                                     | Autor(en)         | Länge |
| -- | ----------------------------------------- | ----------------- | ----- |
| 1. | Woman in Chains                           | Orzabal           | 6:30  |
| 2. | Badman’s Song                             | Orzabal / Holland | 8:32  |
| 3. | Sowing the Seeds of Love                  | Orzabal / Smith   | 6:20  |
| 4. | Advice for the Young at Heart             | Orzabal / Holland | 4:55  |
| 5. | Standing on the Corner of the Third World | Orzabal           | 5:33  |
| 6. | Swords and Knives                         | Orzabal / Holland | 6:20  |
| 7. | Year of the Knife                         | Orzabal / Holland | 6:55  |
| 8. | Famous Last Words                         | Orzabal / Holland | 4:31  |

## Singleauskopplungen
Vier Wochen vor der Veröffentlichung des Albums wurde im August 1989 Sowing the Seeds of Love als Single veröffentlicht und erreichte in den Hitparaden vordere Platzierungen (Platz  5 in den britischen Singlecharts, Platz zwei in den Billboard Hot 100 und Platz elf in den deutschen Singlecharts).

## Kritiken
Stanton Swihart von Allmusic sieht das Album wegen der bandinternen Streitigkeiten in einer gewissen Stringenz: „Like their other albums, The Seeds of Love continues the concept of moving from hurting to healing to beginning anew (the hit Sowing the Seeds of Love) to growing apart.“ (dt.: Wie ihre anderen Alben setzt The Seeds of Love das Konzept des Fortschreitens von der Verletzung über die Heilung und den Neubeginn (der Hit Sowing the Seeds of Love) bis zum Auseinanderleben fort.).

## Kommerzieller Erfolg

### Chartplatzierungen
Das Album schaffte es für eine Woche an die Spitze der britischen Albumcharts. In den Vereinigten Staaten kam das Album bis auf Platz acht der Billboard 200 und platzierte sich 34 Wochen in den Charts. In Deutschland erreichte es Platz fünf und hielt sich 39 Wochen in den Top 100, in der Schweiz Platz acht bei elf Chartwochen sowie in Österreich Platz 13 und zwei Monaten.
| ChartsChartplatzierungen       | Höchstplatzierung | Wochen/ Monate |
| ------------------------------ | ----------------- | -------------- |
| Deutschland (GfK)              | 5 (39 Wo.)        | 39 Wo.         |
| Österreich (Ö3)                | 13 (2 Mt.)        | 2 Mt.          |
| Schweiz (IFPI)                 | 8 (11 Wo.)        | 11 Wo.         |
| Vereinigte Staaten (Billboard) | 8 (34 Wo.)        | 34 Wo.         |
| Vereinigtes Königreich (OCC)   | 1 (31 Wo.)        | 31 Wo.         |

| ChartsJahrescharts (1990) | Platzierung |
| ------------------------- | ----------- |
| Deutschland (GfK)         | 61          |

### Auszeichnungen für Musikverkäufe
Das Album wurde vom britischen Phonoverband BPI noch im Oktober 1989 mit einer Platin-Schallplatte ausgezeichnet. Auch der US-amerikanische Verband RIAA zertifizierte eine Platin-Schallplatte. Der deutsche Musikverband BVMI zertifizierte eine Goldene Schallplatte.
| Land/Region                  | Auszeichnungen für Musikverkäufe (Land/Region, Auszeichnung, Verkäufe) | Verkäufe  |
| ---------------------------- | ---------------------------------------------------------------------- | --------- |
| Australien (ARIA)            | Gold                                                                   | 35.000    |
| Brasilien (PMB)              | Gold                                                                   | 100.000   |
| Deutschland (BVMI)           | Gold                                                                   | 250.000   |
| Frankreich (SNEP)            | Platin                                                                 | 300.000   |
| Hongkong (IFPI/HKRIA)        | Gold                                                                   | 10.000    |
| Kanada (MC)                  | 2× Platin                                                              | 200.000   |
| Neuseeland (RMNZ)            | Gold                                                                   | 10.000    |
| Niederlande (NVPI)           | Gold                                                                   | 50.000    |
| Schweiz (IFPI)               | Gold                                                                   | 25.000    |
| Spanien (Promusicae)         | Gold                                                                   | 50.000    |
| Vereinigte Staaten (RIAA)    | Platin                                                                 | 1.000.000 |
| Vereinigtes Königreich (BPI) | Platin                                                                 | 300.000   |
| Insgesamt                    | 8× Gold · 5× Platin ·                                                  | 2.305.000 |